# 港產默片列表
港產默片列表表列出香港在地影業公司生產的默片電影，其涵蓋期間從1913年至1941年。其中，由香港知名電影人黎民偉製作、反串主演的第一部默片，也是香港首部本土產電影《莊子試妻》，雖然在美國華僑地區上映，但未在香港播放。
創辦於1925年的光亞電影公司，是港產默片最多產的電影製片公司。該公司十數位創辦人當中以陳君超與盧覺非、彭年等。另外，1941年，由民新影片公司出品；也是黎民偉製作；以紀錄片方式呈現的國民黨北伐統一中國過程（又名《建國史的一頁》）的《勳業千秋》，不但是黎民偉製作的最後一部默片，也是港產最後一部默片。
- 1913年，《莊子試妻》，未能在香港播映，黎民偉製作。
- 1924年，《金錢孽》，首部童星參演。
- 1924年，《做賊不成》
- 1925年，《胭脂》
- 1925年，《兩醫生》
- 1925年，《香港大酒店火災》
- 1925年，《亂世鴛鴦》
- 1925年，《懺悔(1925年電影)》
- 1925年，《艷福難消》
- 1926年，《從軍夢》
- 1931年，《左慈戲曹操》
- 1931年，《客途秋恨》
- 1931年，《鐵骨蘭心》
- 1932年，《古寺鵑聲》
- 1932年，《夜半鎗聲》
- 1933年，《落花飛絮》
- 1933年，《暗室明珠》
- 1933年，《呆佬拜壽》
- 1933年，《破浪》
- 1934年，《戰地歸來》
- 1934年，《洞房雙屍案》
- 1934年，《難兄》
- 1934年，《苦海》
- 1934年，《浪花村》
- 1934年，《婚後的問題》
- 1934年，《陳宮罵曹》
- 1934年，《盜屍》
- 1941年，《西北線上》
- 1941年，《勳業千秋》，黎民偉製作。

## 資料來源
- 香港電影資料館 （页面存档备份，存于）